# (134244) De Young
(134244) De Young est un astéroïde de la ceinture principale.

## Description
(134244) De Young est un astéroïde de la ceinture principale. Il fut découvert le 6 janvier 2006 à Calvin-Rehoboth par Lawrence A. Molnar. Il présente une orbite caractérisée par un demi-grand axe de 2,73 UA, une excentricité de 0,18 et une inclinaison de 7,7° par rapport à l'écliptique.

## Compléments